# Super de Boer

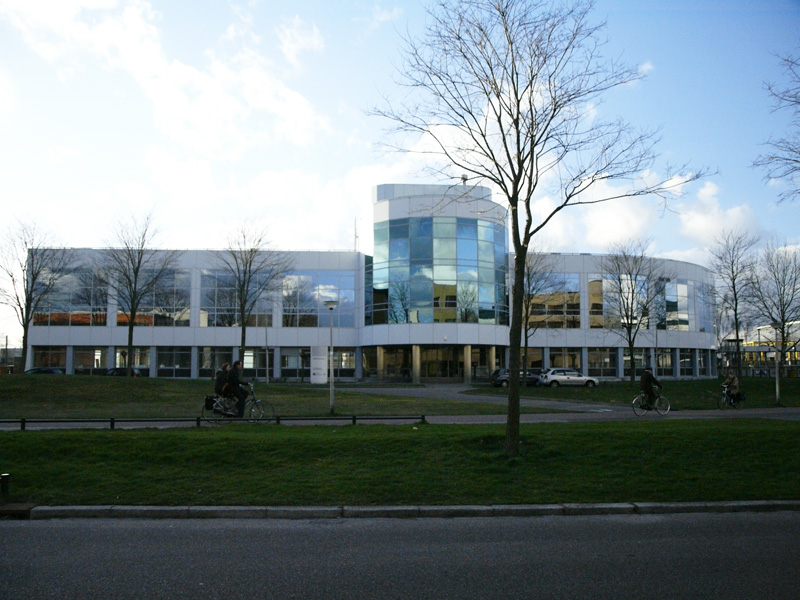
Kantoor "Disketteweg" van Super de Boer N.V. in Amersfoort.

Super de Boer was een Nederlandse supermarktketen, en was het laatste lid van Super de Boer N.V. (voorheen Laurus N.V.). In 2009 is de keten overgenomen door Jumbo Supermarkten. Het winkelbestand van Super de Boer bestond zowel uit franchisebedrijven als eigen filialen.

## Geschiedenis
Supermarktketen De Boer begon op 28 november 1925 toen Evert de Boer in Hoogeveen een kruidenierszaak opende. In 1987 verkocht de familie De Boer haar aandelen aan de AMRO Bank. In 1997 fuseerde de filialenorganisatie De Boer met de franchiseorganisatie Unigro. Na de fusie werd de formule Super de Boer geïntroduceerd voor de filialen van De Boer, als ook voor de vestigingen van Unigro die de winkelnaam Super voerden.
Onder de naam de Boer Unigro werd een holding gevormd voor de formules Super de Boer, Spar, Trekpleister en Mitra. Een jaar later, in 1998, volgde een nieuwe fusie, nu met de Vendex Food Group. De naam van de holding werd gewijzigd naar Laurus. Het aandeel in Spar, dat van Unigro afkomstig was, werd bij deze fusie afgestoten.

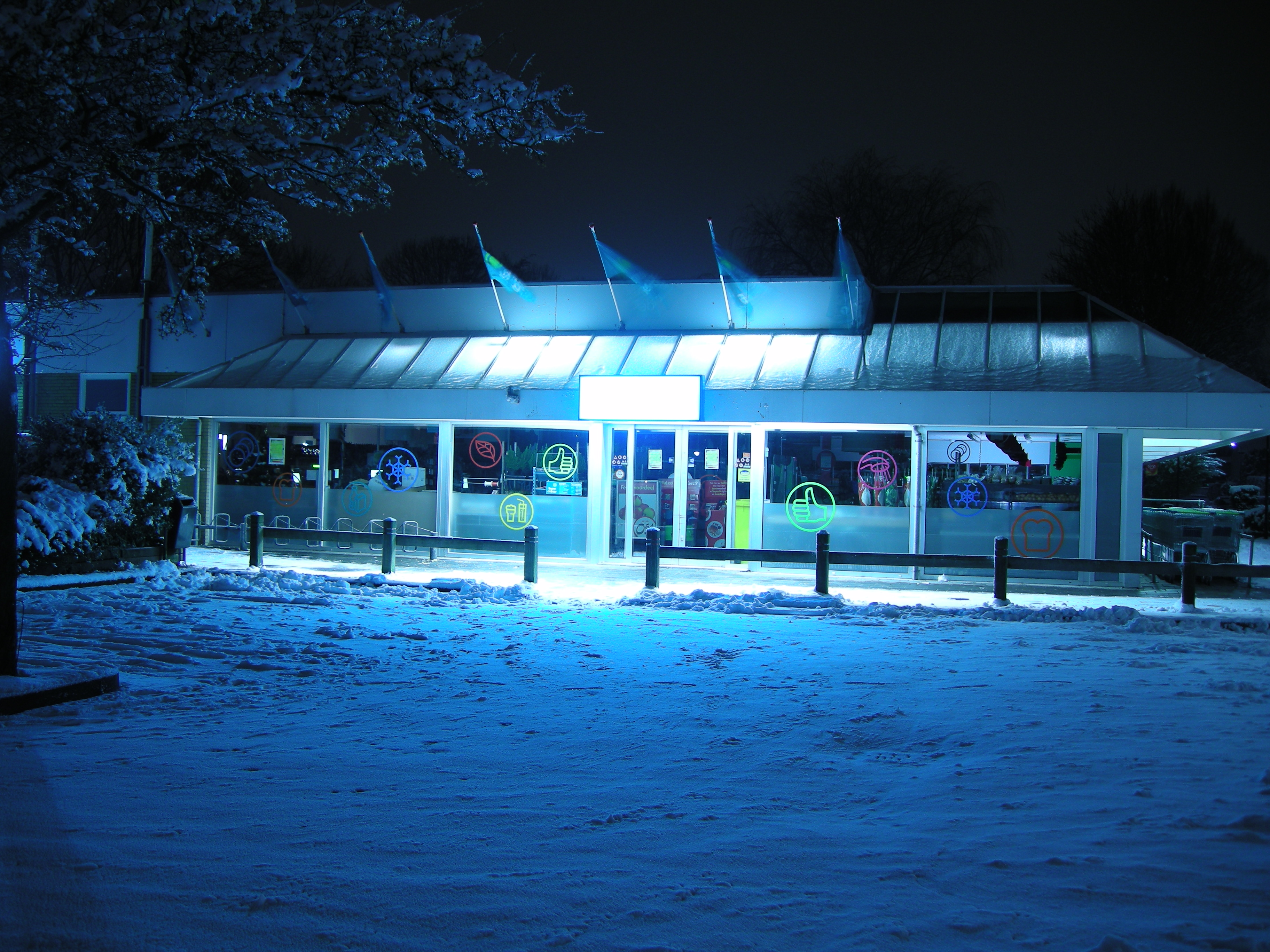
Voormalig Super de Boer-filiaal in Woerden (gesloten 12 maart 2011), daarna heropend als Aldi.

### Laurus
Laurus N.V. ontstond in oktober 1998 als gevolg van de fusie tussen De Boer Unigro en Vendex Food Group (moederbedrijf van Edah, een kruideniersbedrijf dat stamt uit 1917, Basismarkt en Konmar). Na afsplitsing zijn de aandelen van Vendex Food Group overgedragen aan De Boer Unigro en werd de naam van deze laatste vennootschap gewijzigd in Laurus. Bij het ontstaan waren er 410 Super de Boer-vestigingen.
In november 2000 werd onder leiding van Laurus-bestuursvoorzitter Ole van der Straaten en diens rechterhand Peter Stuyts de nieuwe één-formulestrategie gelanceerd. Een groot aantal winkels werd verkocht, een deel gesloten en de grote winkels zouden worden omgebouwd tot Konmar-vestigingen.

In het najaar van 2001 bleek dat de ombouwoperatie tot Konmar was mislukt en Van der Straaten moest opstappen. Laurus kwam deels in handen van de Franse Groupe Casino. Het grootste deel van de 150 Konmarwinkels werd weer omgedoopt tot Edah of Super de Boer.
In de bestaande Super de Boer-winkels was sinds 1998 niet of nauwelijks geïnvesteerd. In 2004 begon Laurus daarom met een grote opfrisbeurt van de Super de Boer-formule, onder de naam Refresh Express, om het oude, dure imago af te schudden en een nieuwe frissere huisstijl te presenteren. Deze huisstijl kwam ook terug in de verpakkingen van het huismerk.

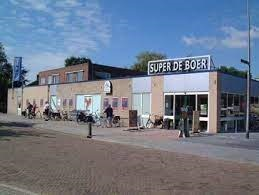
Super de Boer Albergen Ca (2004), nu een Coop supermarkt. Dit is ook de allereerste Coop supermarkt in Twente

Op 18 december 2006 werd bekendgemaakt dat 50 Super de Boer-winkels verkocht dan wel gesloten zouden worden. Het aantal winkels zou worden teruggebracht naar 310. Per 1 januari 2008 werd er afscheid genomen van de naam Laurus, en daarmee ook van het verleden, omdat de naam Laurus werd geassocieerd met het mislukte fusieproject, waarvan Super de Boer als enige winkelformule is overgebleven. Op 5 maart 2008 maakte Super de Boer de jaarcijfers van 2007 bekend. Het ingrijpende en omvangrijke reorganisatieproces had de winkelketen weer winstgevend gemaakt. Na jaren van verlies was er over 2007 € 10 miljoen winst. De omvangrijke reorganisatie met onder andere de verkoop van alle Edah- en Konmarwinkels, het afstoten van 50 Super de Boerwinkels en de afslanking van het hoofdkantoor en de distributiecentra, was afgerond.

### Overname
Op 18 september 2009 maakte het veel kleinere Jumbo bekend dat het Super de Boer wilde overnemen en een bod van € 4,20 per aandeel had gedaan. Groupe Casino, houder van circa 57 procent van de aandelen Super de Boer, steunde het bod. Na een biedingsstrijd met Sperwer (Plus supermarkten) werd op 19 oktober 2009 bekend dat Jumbo het winnende bod van € 4,82 per aandeel had uitgebracht. Na de overname gingen 80 winkels van Super de Boer over naar C1000. Ook werden 19 winkels van Super de Boer verkocht aan Coop Supermarkten en nog eens 24 aan de supermarktketens PLUS, Poiesz, Deen, DekaMarkt, MCD en Spar. Daarnaast besloten enkele franchise-ondernemers om over te stappen naar de Albert Heijn-formule.

Op 11 juli 2012 was de laatste Super de Boer omgebouwd tot Jumbo.

## Hoofdkantoren

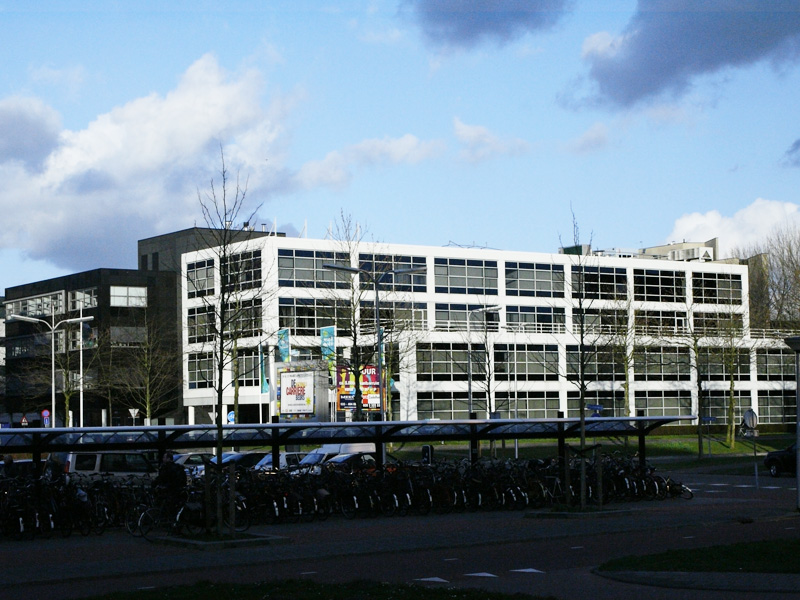
Tot eind maart 2008 was dit pand aan de Computerweg te Amersfoort het hoofdkantoor van Super de Boer

Laurus/Super de Boer had na de diverse fusies meerdere hoofdkantoren. In Helmond bevond zich het hoofdkantoor van Edah. Het hoofdkantoor van De Boer-winkelbedrijven bevond zich in Hoogeveen en van De Boer Unigro in Amersfoort.
In 2000 werd besloten één nieuw hoofdkantoor te betrekken, in de ontwerpfabriek Van Nelle in Rotterdam. Medewerkers zouden in luxe pendelbussen met werkplekken van en naar dit kantoor worden gebracht. Het pand is niet lang in gebruik geweest voor Laurus. Er volgden nog rechtszaken over het contract en in een kort geding op 21 januari 2002 tussen CV van Nelle Ontwerpfabriek en Laurus NV besliste de rechtbank dat de Laurusmedewerkers mochten vertrekken uit het pand in Rotterdam. De 280 werknemers konden verhuizen naar de kantoren van Laurus in Amersfoort, 's-Hertogenbosch en Helmond.
In oktober 2006 werd besloten het Laurus hoofdkantoor van 's-Hertogenbosch naar Amersfoort te verhuizen. Bij deze reorganisatie gingen 265 banen verloren. De kantoren in Hoogeveen (Donau), 's-Hertogenbosch (Hooge Donken) en Helmond (Julianalaan) werden ook buiten gebruik gesteld.
Het hoofdkantoor van Super de Boer bevond zich aan de Disketteweg 2 te Amersfoort. Tot eind maart 2008 was het hoofdkantoor gevestigd aan de Computerweg 2. Beide locaties liggen zeer nabij Station Amersfoort Schothorst.

## Distributiecentra
Super de Boer had laatstelijk distributiecentra in 's-Hertogenbosch, Beilen en Drachten (Diepvries). De distributiecentra te Heerenveen (voormalig Nieuwe Weme), Someren (voormalig Edah), Waddinxveen, Den Haag, Hoogeveen (voormalig Edah), Tilburg (Diepvries), Hoofddorp en Veenendaal zijn tijdens de reorganisaties gesloten.
Wegens de verkoop van Super de Boer aan Jumbo werd vanaf medio 2011 het distributiecentrum in 's-Hertogenbosch tijdelijk niet gebruikt door Jumbo. Sinds 2014 is het weer in gebruik als distributiecentrum voor de thuisbezorging van Jumbo.

## Klantenbinding
Super de Boer heeft in zijn bestaan een aantal acties gevoerd, waaronder Pokémon-munten, Happy Tails, Monopoly, SuperKicks en De Bungels.

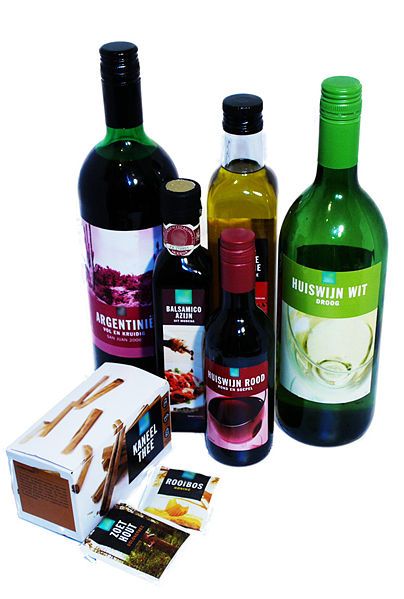
Het huismerk Super de Boer

### Slogan
De slogan van Super de Boer was vanaf het ontstaan van het bedrijf tot medio 2004 "Super de Boer, altijd op zoek naar het beste". Daarna is de slogan vervangen door "Graag gedaan, Super de Boer".

### Rocks' loyaliteitsprogramma
Super de Boer nam deel aan het Rocks' spaarprogramma. Bij besteding van iedere 5 euro ontving de consument een Rocks'-punt. Bij aankoop van actieartikelen ontving men 25 of 50 Rocks'-punten. 220 punten gaf het recht op een Rocks' Vijfje, een waardecheque die te besteden was bij de verschillende Rocks'-deelnemers. Jumbo nam dit programma niet over.

### Duurzaam ondernemen
Super de Boer tekende op 16 november 2005 een overeenkomst met de stichting Natuur en Milieu en Oxfam Novib. Met deze organisaties werd gewerkt aan de verduurzaming van de bedrijfsvoering van Super de Boer.
Concrete activiteiten waren de samenwerking met Rainforest Alliance, een organisatie die zich inzet voor de bescherming van ecosystemen (waaronder het regenwoud) en de daarvan afhankelijke mensen en dieren in ontwikkelingslanden. In het eerste halfjaar van 2006 nam Super de Boer zo’n dertig verschillende Fair Trade Original-producten in het assortiment op. Daarmee was Super de Boer de supermarktformule met de meeste Fair Trade Original-producten in Nederland.
In het najaar van 2005 werd 'natuur plastic' geïntroduceerd, een geheel uit maïs vervaardigde verpakkingsmateriaal dat de traditionele kunststof verpakkingen kan vervangen. Tientallen groente- en fruitproducten bij Super de Boer, waaronder alle biologische producten, werden voorzien van een maïs-verpakking. Het betrof in totaal vijf miljoen verpakkingen op jaarbasis.
Super de Boer nam biologische aardappelen, groente en fruit-producten op in het assortiment, het merendeel huismerkproducten, die onder de naam ‘Echt Heerlijk’ werden verkocht. Onder dit label had Super de Boer ook diverse biologische vleesproducten in het schap liggen. In totaal had Super de Boer meer dan 200 biologische producten in het assortiment.
In 2004 was Super de Boer een van de supermarktketens die bij de stichting Wakker Dier aangekondigde volledig te stoppen met de verkoop van kooi-eieren. Tevens deed Super de Boer een proef met het traceren van de herkomst van eieren via de eigen website. Super de Boer was de eerste supermarkt die weidezuivel ging voeren voor haar huismerk zuivelproducten.
In december 2007 besloot Super de Boer extra eisen te gaan stellen voor resten landbouwgif op groente en fruit. Met de leveranciers werden onder meer normen afgesproken die twee keer zo streng waren als de geldende wettelijke eisen. De bekendmaking volgde een dag nadat Milieudefensie, Natuur en Milieu en Goede Waar & Co een ranglijst publiceerden van de prestaties van supermarkten op het gebied van landbouwgif op groente en fruit.

### Samenwerking KNVB
Vanaf 2005 was Super de Boer partner van de KNVB. Door middel van het partnership streefde het bedrijf via het jeugdvoetbal en andere voetbalgeoriënteerde activiteiten naar publieksaandacht in en rond zijn winkels. Super de Boer en de KNVB probeerden door middel van deze samenwerking kinderen bewust aan het bewegen te krijgen. 

### Samenwerking met Sonja Bakker
Voedingsgoeroe Sonja Bakker en Super de Boer hadden een overeenkomst voor een meerjarige samenwerking. Sinds december 2007 zetten Bakker en de supermarkt verschillende gezamenlijke acties op touw. Bakker schreef onder andere een column in het Super de Boer huismagazine. In de winkel kwamen labels bij gezonde producten met ‘Aanbevolen door Sonja’.